# Xenoplatyura pottsi
Xenoplatyura pottsi är en tvåvingeart som först beskrevs av Donald Henry Colless 1966.  Xenoplatyura pottsi ingår i släktet Xenoplatyura och familjen platthornsmyggor. Inga underarter finns listade i Catalogue of Life.